# Tintina

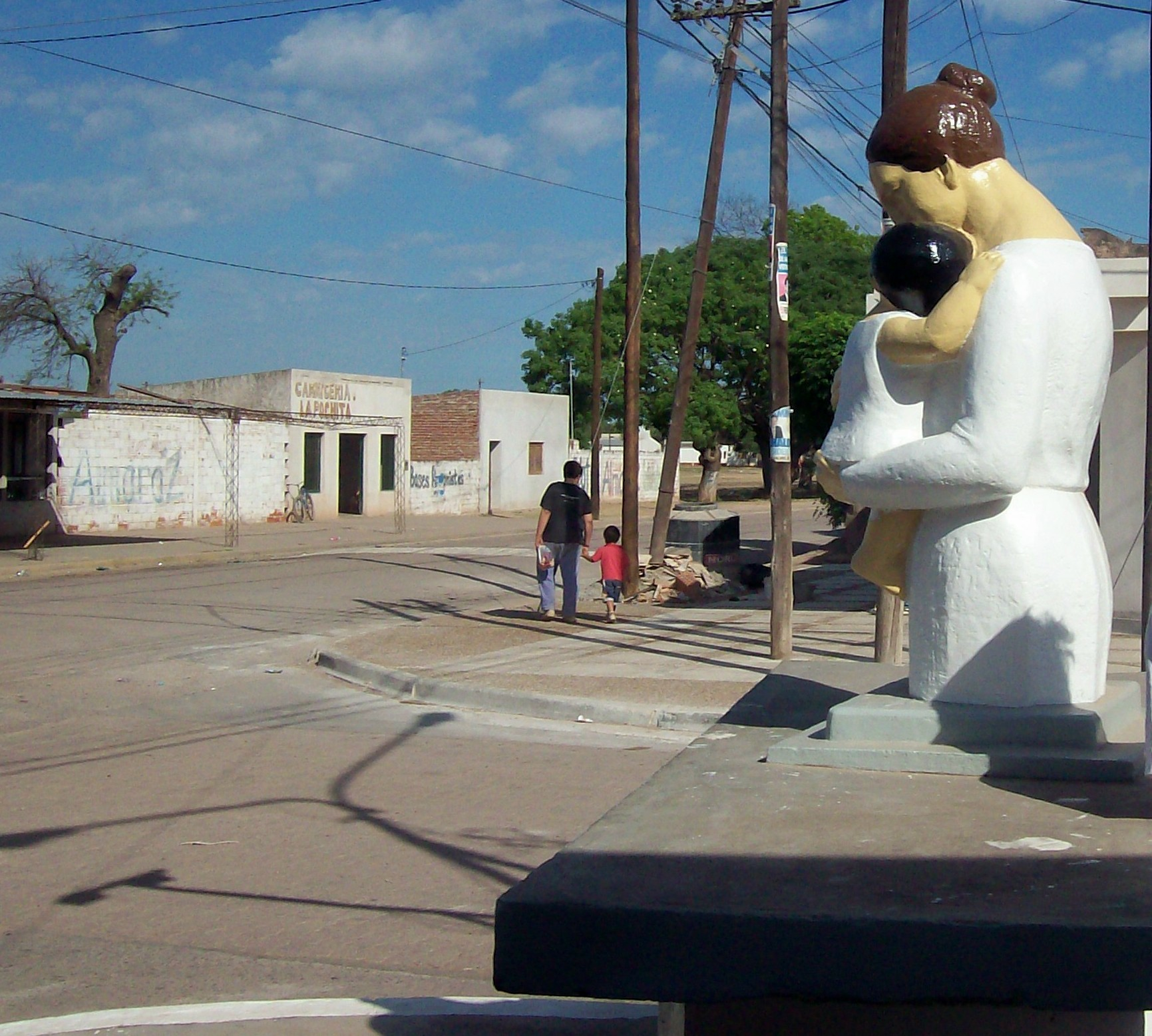
Tintina.

Tintina es una localidad del departamento Moreno, en la provincia de Santiago del Estero (Argentina). 
Se sitúa en el noreste de la provincia de Santiago del Estero, dentro de la región chaqueña, una llanura boscosa sin cursos de agua natural como ríos o arroyos.

## Población
Cuenta con 3,537 habitantes (Indec, 2010), lo que representa un descenso del 8,5% frente a los 3,868 habitantes (Indec, 2001) del censo anterior.
| Gráfica de evolución demográfica de Tintina entre 1960 y 2010 |
|                                                               |
| Fuentes: INDEC                                                |

## Flora
Especies propias y características de esa región: quebracho colorado y blanco, algarrobo blanco y negro, itín y mistol, entre otras.

## Fauna
La fauna autóctona está conformada principalmente por guasunchos, iguanas, y zorros.

## Pueblo originario
Su población originaria se mezcló con el español de la era colonial. Hoy cuenta con integrantes de diversas nacionalidades: italianos, sirios y libaneses, conformando una población de más de 4000 habitantes.

## Toponimia
Tintina es nombre del pueblo originario de los Tintín. Y en idioma quechua, intiina significa ‘donde brilla el sol’. Otra versión es la de que el nombre responde a una expresión quichua de los primeros obreros traídos por la compañía de ferrocarril desde Salta, quienes al ver semejante cantidad de quebrachos expresaron «tintina», que en quichua significa ‘muchas langostas (tinti)’, para dar una dimensión de la riqueza arbórea que había en ese entonces.

## Historia
- 1854, el gobierno provincial instala una línea de fortines: puestos militares y verdaderas Colonias Rurales.
- 1895 y 1898, Adolfo Ruiz, gobernador de Santiago del Estero, analiza atraer a capitalistas a la provincia. Se fundarían pueblos en regiones inhóspitas, con monte impenetrable de valiosas maderas. Así, aparece el Sindicato de Capitalistas para adquirir tierras, y proyectos de inversiones.
- 1901, llegan a la región inversionistas para instalar establecimientos forestales, pero el monte impenetrable, la falta de agua, de caminos y de infraestructura de transporte inviabilizaban los emprendimientos.
- 1902, Ernesto Tornquist, banquero y representante del Banco Belga de Préstamos Territoriales, el Banco de Ambéres, la Caja Hipotecaria Amberes, con fuertes capitales se hace cargo personalmente de la compra e instrumentación de la instalación del Ferrocarril para esta región. Viaja a Amberes, puerto de Bélgica, y allí constituye la Sociedad Belga-Argentina de Ferrocarriles. El archivo histórico de Ferrocarriles Argentinos testimonia que el ferrocarril Ramal Industrial, se inaugura el 5 de julio de 1904, fecha clave para el nacimiento de otra ciudad, Quimilí, como un pueblo estable con intensa actividad forestal basada en la explotación de madera de quebracho y de tanino. Al año de existencia, ya se desplegaba una intensa actividad forestal destinada a la obtención de durmientes, postes de alambrado y leña.
- 1903, se proyecta como «punta de rieles» (terminal) del tendido ferroviario Añatuya-Tintina, construida por la Compañía Belga-Argentina de Ferrocarriles.
- 29 de octubre de 1904, se habilita al servicio público la Estación Tintina. Fue la primera institución local, se sumó el destacamento policial, el registro civil y la escuela primaria
- 1912, se crea la Sociedad Sirio Libanesa Estrella de Oriente. Y se constituye la Comisión Municipal, siendo Tintina cabecera departamental del Departamento Moreno hasta 1916.
- 1915, se establece la Iglesia Ortodoxa (hasta 1950); obras públicas, Correo, la Parroquia Ntra. Sra. del Valle y San José
- 1948, Escuela Nocturna garantizando la educación de adultos trabajadores agrícola, ganadero y forestal.
- 1980, se inaugura el Canal de la Patria, crece económicamente, sin renunciar a sus usos, costumbres, tradiciones y peculiaridades locales.
- 1991, asciende a categoría municipal. Se suman bancos, emisoras de radio, institutos de formación profesional y docente, planta potabilizadora de agua (exposición del diputado nacional José O.Figueroa en el homenaje al centenario en 2004).[5]

## Tintina y los canales derivadores

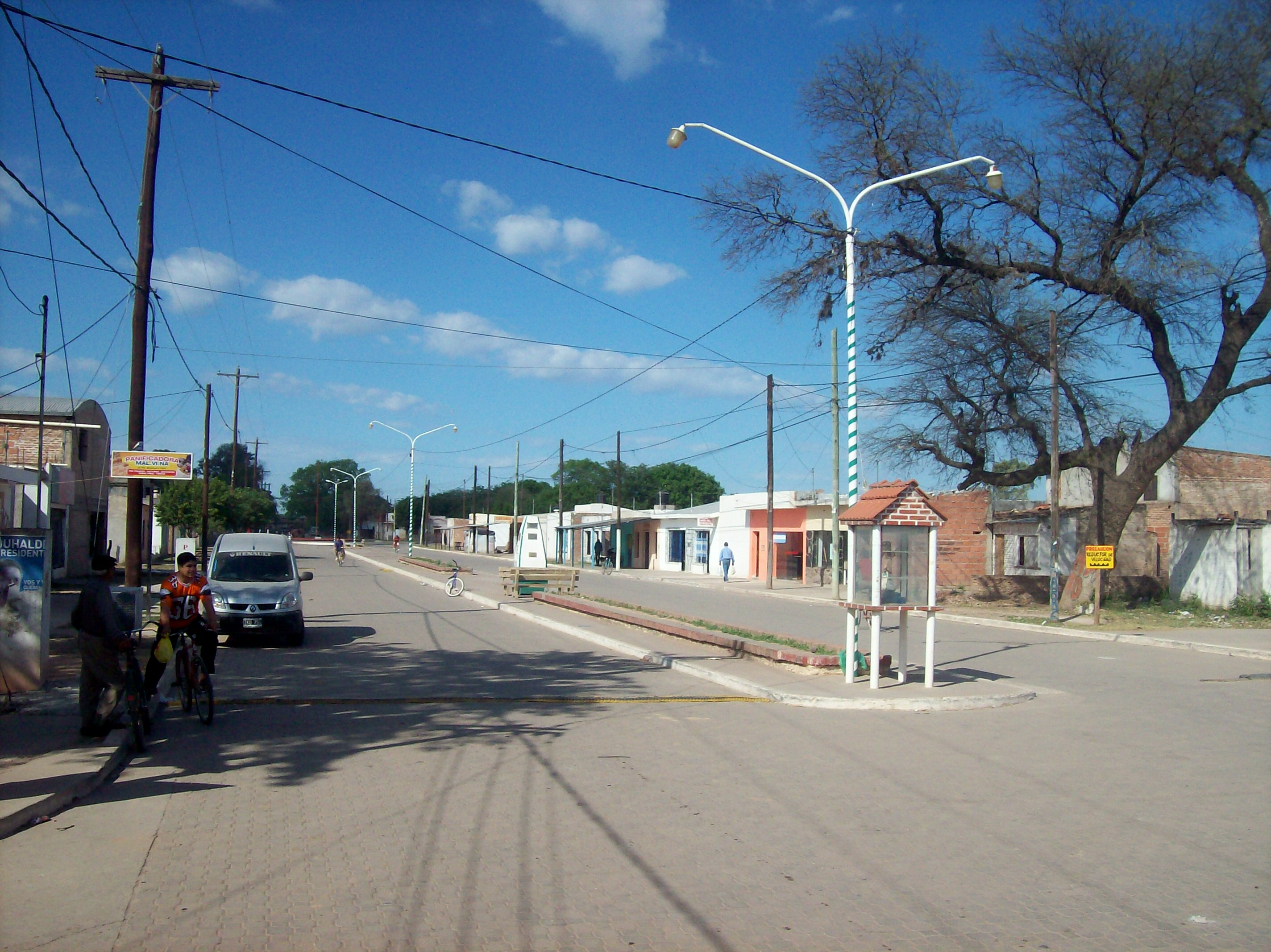

Estos canales son «acueductos a cielo abierto», con una profundidad media de 1,5 m y un ancho máximo de 2 m, en tales zanjones el nivel del agua raramente excede los 5 dm. Existen dos acueductos derivadores principales, con una longitud de más de 100 km cada uno:
- Canal de Dios: toma aguas desde la margen izquierda del río Salado (Norte de Argentina) casi en el límite que tiene la provincia de Santiago del Estero con la provincia de Salta (hacia las coordenadas: 25°39′S 63°55′O / -25.650, -63.917), corre hacia el este bordeando tal límite y avanza hasta la localidad de Urutaú (coordenadas:25°42′S 63°02′O / -25.700, -63.033) en donde tuerce rectilíneamente hacia el estesudeste paralelamente a la RN 16 y a un ramal del Ferrocarril General Belgrano, luego de 142 km a partir de Urutaú y unos 5 km al sudeste de Pampa de los Guanacos este acueducto, ya reducido a su mínima expresión tuerce en 90° hacia el sur hasta un punto a unos 5 km al este de Sacháyoj (26°40′S 61°48′O / -26.667, -61.800), allí concluye el ramal central del Canal de Dios.

En la mitad del curso del Canal de Dios, a la altura de Monte Quemado (25°48′S 62°49′O / -25.800, -62.817) existe una derivación al ramal secundario Canal Virgen del Carmen, este también tuerce 90° y se dirige hacia el sur hasta alcanzar a la pequeña ciudad de Campo Gallo, desde Campo Gallo sale un subramal denominado Canal Campo Gallo y luego, más al sur, Granadero Gatica, el cual en línea quebrada toca la población de Donadeu y luego en Tintina (27°02′S 62°41′O / -27.033, -62.683 confluye con el Canal de la Patria. Un tercer ramal deriva del Canal de Dios, 2 km al noroeste de la localidad de El Caburé (25°59′S 62°24′O / -25.983, -62.400), este ramal recibe el nombre de Canal del Desierto y su curso es una línea quebrada que se dirige predominantemente hacia el sur, con algunos desvíos hacia el sudeste.

## Economía social y desarrollo local
El 2 de octubre de 2006 se inauguró la tecnicatura en Tintina, dependiente de la Universidad Nacional de General Sarmiento, con 70 alumnos inscriptos y una fuerte participación de la comunidad y de los movimientos sociales de la localidad.

## Festival del Quebracho
En el mes de febrero.

## Sismos de Santiago del Estero
El 1 de enero de 2011 (hace 14 años, el 21 de febrero y el 2 de septiembre de 2011, varias extensas áreas fueron epicentro de sismos de 7,0; 5,9; y 6,9 grados en la escala de Richter, aunque sin causar daños ni víctimas, pues se registraron a profundidades de 600 km; y los movimientos telúricos llegaron a sacudir edificios altos en varias provincias, incluyendo la ciudad de Buenos Aires.

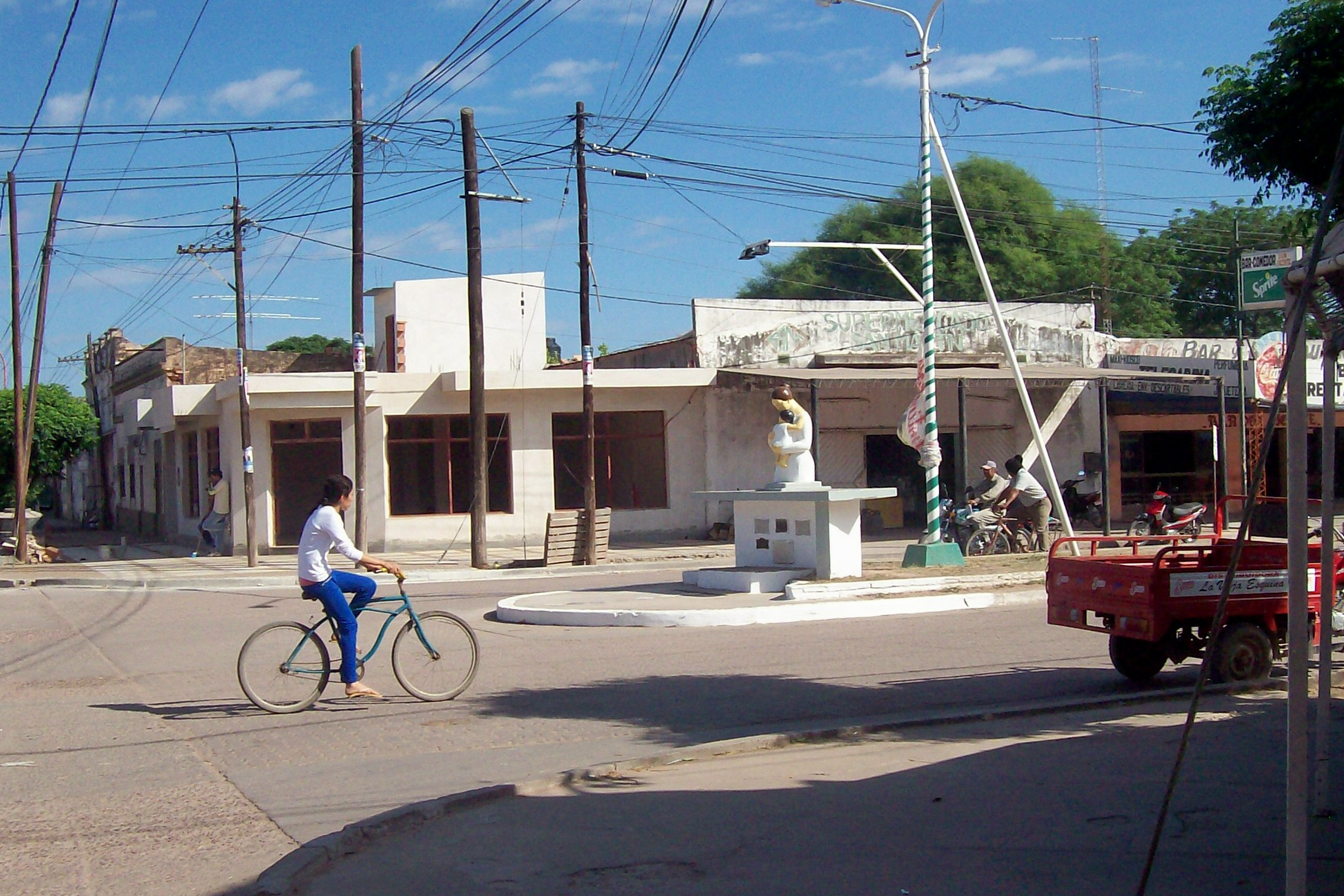

## Parroquias de la Iglesia católica en Tintina
| Diócesis  | Añatuya                             |
| --------- | ----------------------------------- |
| Parroquia | Nuestra Señora del Valle y San José |